# 徐宗 (景泰四川進士)
徐宗（1419年—1478年），字大本，四川重慶府榮昌縣人，軍籍，治《詩經》。

## 生平
六月初四日生，行二，由縣學生中式四川鄉試第六十名舉人，會試中式第三百十四名。年三十六歲中式景泰五年甲戌科第三甲第七名進士。

## 家族
曾祖徐仲珉；祖徐以敬；父徐思慧；母李氏。具慶下，妻熊氏，兄大倫，弟大材；大節。